# Galicija
Galicija – wieś w Słowenii, w gminie Žalec. W 2018 roku liczyła 618 mieszkańców.